# Балтурино
Балтурино — село в Чунском районе Иркутской области России. Входит в состав Балтуринского сельского поселения. Находится примерно в 28 км к северо-западу от районного центра.

## Население
По данным Всероссийской переписи, в 2010 году в селе проживало 88 человек (51 мужчина и 37 женщин).
| 2002 | 2010 | 2011 | 2012 |
| ---- | ---- | ---- | ---- |
| 129  | ↘88  | →88  | ↘83  |